# تیباکوی
تیباکوی (انگلیسی: Tibacuy) نام یک منطقه مسکونی در کلمبیا است.